# Обзор
Обзо̀р е град в Източна България. Той се намира в Община Несебър, област Бургас и е в близост до град Бяла.

## География
Обзор има една от най-дългите плажни ивици в България – гр. Обзор и р. Вая имат обща дължина 8820 м и площ 520 000 кв. м. Обзор е едновременно на българското Черноморие и в Стара планина, намира се на 40 km от общинския център Несебър и на 69 km от областния център Бургас.
Близо до града в планината се намира минерален извор.

### Релеф и климат
Град Обзор е разположен южно от долината на река Двойница върху най-северните склонове на Еминска Стара планина, непосредствено до Черноморския бряг. Средната му надморска височина е 65 м. Релефът на района е нископланински, долинен и брегови с разнообразен ландшафт и изключително красив пейзаж. От нос Св. Атанас до нос Емине са се образували обширни плажове от златисти среднозърнести кварцови пясъци, които през горещите летни дни се нагряват до поносими температури. Плажната ивица е с дължина около 10 км и ширина от 20 до 60 м. Крайбрежните участъци край селището са уникални по запазеност от студени ветрове и съчетание на морски с планински климат. Лятната бризова циркулация, продължителното слънчево греене, умерените дневни температури, сравнително ниската облачност са идеалните климатични условия за климатотерапия – аеротерапия (лечение на чист въздух), хелиотерапия (лечение със слънчеви бани) и таласотерапия (лечение с водни процедури). Водите на морето са чисти и все още незасегнати от индустриално замърсяване. Освен за почивка и лечение то предлага възможности за любителите на риболова и водните спортове. А широката му откритост и по-честите случаи на вълнение са особено благоприятни за ветроходство и сърфинг. 
| Климатични данни за Обзор                                                                                          | Климатични данни за Обзор | Климатични данни за Обзор | Климатични данни за Обзор | Климатични данни за Обзор | Климатични данни за Обзор | Климатични данни за Обзор | Климатични данни за Обзор | Климатични данни за Обзор | Климатични данни за Обзор | Климатични данни за Обзор | Климатични данни за Обзор | Климатични данни за Обзор | Климатични данни за Обзор |
| Месеци | яну.                      | фев.                      | март                      | апр.                      | май                       | юни                       | юли                       | авг.                      | сеп.                      | окт.                      | ное.                      | дек.                      | Годишно                   |
| Средни температури (°C)                                                                                            | 1,7                       | 3,1                       | 5,6                       | 10,3                      | 15,9                      | 20,1                      | 22,6                      | 22,4                      | 19,2                      | 14,4                      | 9,4                       | 4,6                       | 12,4                      |
| Средни месечни валежи (mm)                                                                                         | 60                        | 56                        | 39                        | 45                        | 53                        | 50                        | 33                        | 30                        | 36                        | 53                        | 80                        | 58                        | 593                       |
| --- | ------------------------- | ------------------------- | ------------------------- | ------------------------- | ------------------------- | ------------------------- | ------------------------- | ------------------------- | ------------------------- | ------------------------- | ------------------------- | ------------------------- | ------------------------- |
| Източник: Пенин, Румен. Природна география на България. София, Булвест 2000, 2007. ISBN 978-954-18-0546-6. с. 227. |                           |                           |                           |                           |                           |                           |                           |                           |                           |                           |                           |                           |                           |

## История
Първото известно име на селището е Навлохос. То е от тракийски произход и означава място край морето. Тук са живели траки от племето нипсеи, което населявало земите южно от р. Панисос (Камчия) до Аполония (Созопол). Следи от тракийско строителство са намерени на нос Емине и на западната височина от Обзор. 
През 510 г. пр. Хр.. възникнала Месемврия, основана като Мегарска колония и само няколко десетилетия след това основава своя апойкия – емпорион (тържище) – Навлохос Месемврийски. Така Навлохос запазва името си, но вече е между мегарските колонии, като става занаятчийски и търговски център. Около Ι век пр. н. е. Навлохос не се споменава само като като колония на Месемврия. Селището има почти самостоятелно стратегическо и икономическо значение. От този период е известно и с името Хелиополис – град на слънцето. 
През 72 г. пр. н. е. по време на войните на Римската империя с Понтийското царство по Западния бряг на Черно море преминал римският консул Марк Теренций Лукул. Той разрушил Аполония, завладял Месемврия и на следващата година влязъл в Навлохос. Той наредил да бъде построен храм на Юпитер и с това дал и новото име на селището – Темплум Йовис. То станало важна станция на римския крайморски път от Месемврия до Одесос. Останки от колони с капители от този период са изложени в градинката в центъра. Храмът на Юпитер все още не е проучен и за съжаление археологически разкопки не са правени. В местността Козяк е открит един извънредно интересен портрет на мъж, изваян от варовик. Характерни са широко отворените очи и опростените и схематично предадени черти на лицето. Имитативното е отстъпило място на абстракцията на природните форми, доведени до крайност. Стилът на този „портрет“ намира известни успоредици в живописта и пластиката от времето на Юстиниан I. Портретът от Обзор е един от най-късните представители на отмиращата в източноправославния християнски свят свободна скулптура. Той може да се датира от IV в. и представлява един от най-редките паметници в сбирките на Националния археологически музей в София.
В ранния християнски период – IV-V век селището получава ново име – Теополис, град на бога. Изградени са били три базилики, от които днес няма и следа. По същото време е построен манастирът „Св. Никола“ до Емона. По-късно по време на Възраждането в същия манастир е работил Софроний Врачански.
От ранния византийски период са и баните – терми, които представляват уникален комплекс от над 1000 кв. м. Досега са разкрити три помещение с три екседри, вградени в дебелината на зида. В тях е имало малки басейнчета за вода, студено помещение, топло помещение с хипокаустна система за отопление.
След създаването на Българската държава и Теополис е бил включен в нейните рамки. Българите поправили римската крепостна стена и от тогава тя е известна с името Козяк и дава и следващото име на селището. Крепостната стена е била висока 10 метра и 3 метра дълбока, с няколко стражеви кули. Останки от крепостната стена все още личат в местността Калето, докъдето води еко пътека. Не отдавна се разкри и стражева кула на брега на морето и останките от крепостната стена, които все още не са социализирани. 
Северно от гр. Обзор, през селата Паницово, Раковсково и Приселци е преминавал граничния Аспарухов вал, който е бил част от българската ранносредновековна отбранителна система.
В края на XIV в. всички черноморски градове били вече в рамките на Османската империя. През XV в. селището се нарича с турското име Гьозлю, а по-късно е известно с имената Гьозекен или Гьозекьой. Турските имена са свързани с красивия изглед на селището. През това време от пристанището на селото се изнася най-вече дървен материал, кюмюр (дървени въглища) и жито.
След Руско-турската освободителна война, 1878 г. селото остава в пределите на Източна Румелия. В 1885 г. е провъзгласено Съединението. В Гьозекен пристигат първите преселници от Източна Тракия, а до началото на XX в. се изселват всички турци от селището, а през 1925 г. и гърците.
Началото на по-значителни туристически посещения в Обзор (тогава Гьозекен) се поставя през 1925 г., когато тука бива построен първият лагер за учениците от III Софийска гимназия. Ето какво пише директорът на гимназията Сергей Денков за Обзор: „Село Гьозекен е едно от най-хубавите и чисти приморски села. Разположено тъкмо в подножието на крайния северен склон на Стара планина, то, поради своето местоположение, по хубава околност, по красота надминава кажи-речи почти всички останали наши крайморски селища“. Скоро Обзор става един от първите курорти по нашето Черноморие. През 1930 г. тук е построена първата почивна станция „Тича“, а през 1932 г. на високия морски бряг биват построени много частни вили, които се ползват и до днес. Характерно за това време е, че повечето от летовниците посещават селото за лечение и по-малко за почивка.
Едва през 1934 г. турското име на селото е заменено с Козякград, но то просъществува една година. От 1935 г. селището носи благозвучното име Обзор, свързано с неповторимото му разположение.
Към 50-те години селището се ползва с известност на предпочитан наш морски курорт, най-вече като център за социален отдих. Тук са построени 42 почивни станции и пионерски лагери, два огромни къмпинга и един мотел, който се е ползвал от чуждестранни туристи, а основната леглова база е била разположена в частни квартири.
На 5 септември 1984 г. Обзор е обявен за град.
През 2021 г. кметството на града инициира и провежда общ референдум за отделяне от Община Несебър и образуване на нова община Обзор. По-голямата част от участниците в него от града гласуват за, но 4 от селата са против, оспорват вота и организират протести и контрареферендум с резултат оставане в община Несебър.  Новата община не е утвърдена с президентски указ. 

## Население
Численост на населението според преброяванията през годините:
| \| Година на преброяване \| Численост \| \| --------------------- \| --------- \| \| 1934 \| 1278 \| \| 1946 \| 1477 \| \| 1956 \| 1520 \| \| 1965 \| 1773 \| \| 1975 \| 1853 \| \| 1985 \| 2015 \| \| 1992 \| 2032 \| \| 2001 \| 1970 \| \| 2011 \| 2117 \| \| 2021 \| 2023 \| |           |
| Година на преброяване | Численост |
| 1934 | 1278      |
| 1946 | 1477      |
| 1956 | 1520      |
| 1965 | 1773      |
| 1975 | 1853      |
| 1985 | 2015      |
| 1992 | 2032      |
| 2001 | 1970      |
| 2011 | 2117      |
| 2021 | 2023      |

Населението е 2317 души по настоящ адрес към 15.12.2023 г. според ГРАО. 
Етническият състав включва 1948 българи.

## Обществени институции
- Кметство Обзор
- Православна църква „Св. Йоан Кръстител“, построена е през 1904 г.
- Участък Полиция
- Основно училище „Св. св. Кирил и Методий“, построено 1933 г.
- Читалище „Изгрев“

## Забележителности
През 2006 г. Общината изгражда площад с фонтани, пейки и часовникова кула, висока 12 метра.
Ранновизантийски терми
Част от крепостна стена и стражева кула
Еко-пътека „Калето“ и място за отдих „Първомайска поляна“

## Редовни събития
Съборът на Обзор се провежда на 24 юни – Рождение на св. Йоан Кръстител (Еньовден).

## Галерия
- Автогарата
- Градинка с детски кът до плажа
- Фонтанът
- Часовниковата кула